# A Guerra dos Consoles
A Guerra dos Consoles (original em inglês: Console Wars) é um documentário estadunidense lançado em 23 de setembro de 2020, dirigido por Blake J. Harris e Jonah Tulis, que fala sobre a chamada "guerra dos consoles" entre as fabricantes de consoles Sega e Nintendo ocorrida na era de 16 bits (década de 1990). O documentário, que se tornou o primeiro filme original para a CBS All Access, foi baseado no livro de 2014 A Guerra Dos Consoles - Sega, Nintendo e A Batalha Que Definiu Uma Geração, de Blake J. Harris.

## Elenco
- Jeff Goodby
- Tom Kalinske
- Howard Lincoln
- Peter Main
- Al Nilsen
- Steve Race
- Paul Rioux
- Gail Tilden
- Shinobu Toyoda
- Ellen Beth Van Buskirk
- Bill White